# Jonathan Cherry
Pour les articles homonymes, voir Cherry.
Jonathan Cherry (né le 3 décembre 1978 à Montréal, Québec) est un acteur canadien. Il est essentiellement connu pour avoir joué le rôle de Rory Peters dans Destination finale 2 (Final Destination 2).

## Filmographie
- 2001 : Le gendre idéal
- 2002 : Au-delà du réel : L'aventure continue
- 2002 : Le Peuple des ténèbres
- 2002 : Long Shot
- 2003 : Destination finale 2
- 2003 : House of the Dead
- 2003 : Black Sash
- 2004 : Love on the Side
- 2005 : America 101
- 2005 : Marker
- 2005 : The White Dog Sacrifice
- 2005 : Les Amoureux de Noël
- 2005 : House of the Dead 2 (archive)
- 2006 : Les Experts : Manhattan
- 2006 : Les Experts : Miami
- 2008 : Animal 2
- 2008 : The Wreck
- 2008 : Bald
- 2011 : Fight Games
- 2013 : Et (beaucoup) plus si affinités
- 2013 : Three Night Stand
- 2014 : Rookie Blue
- 2014 : WolfCop
- 2014 : Strange LA
- 2015 : Love Is Dead
- 2021: The Novice